# Oranjerevolutie

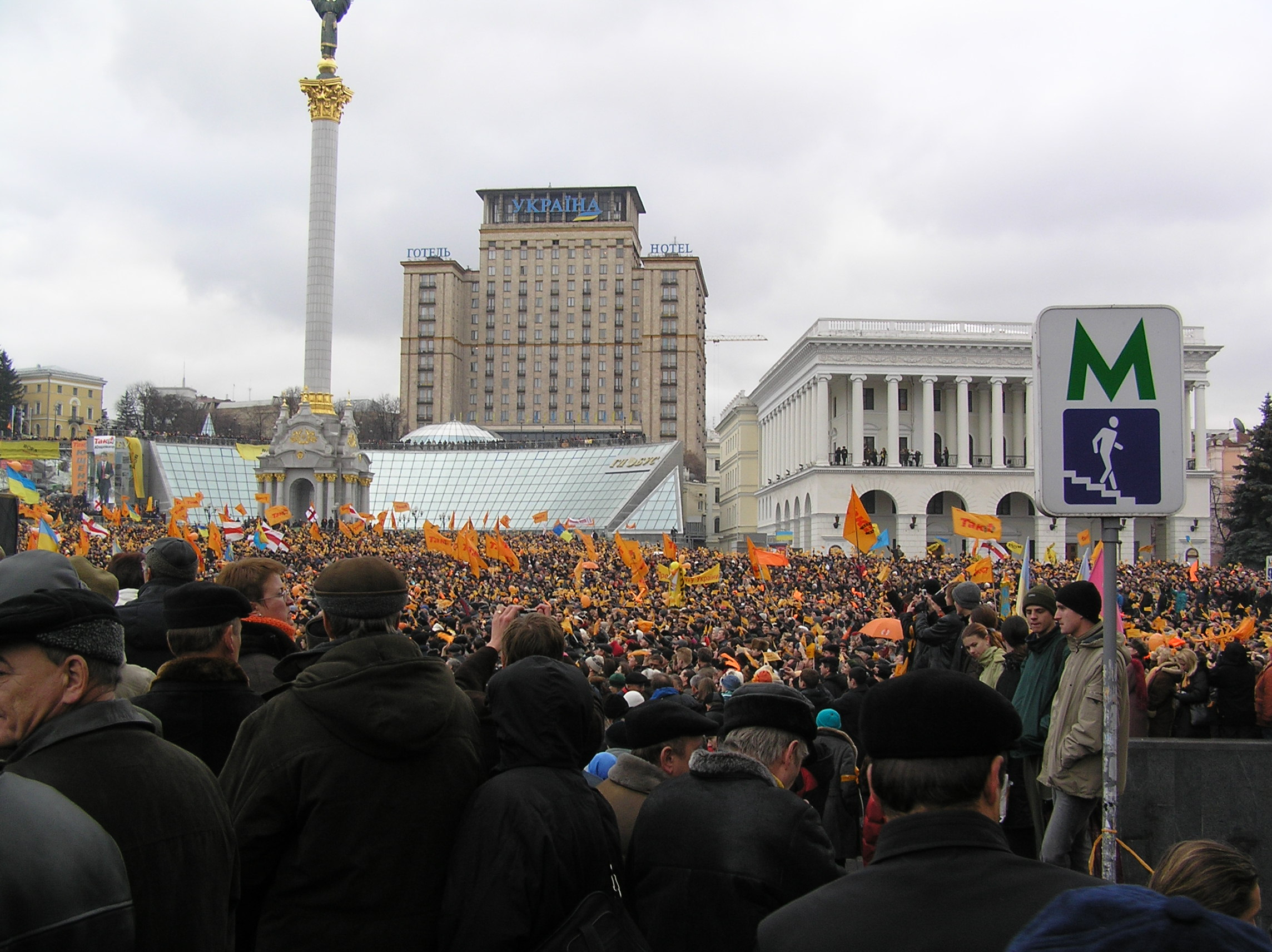
Demonstranten op het Onafhankelijkheidsplein (Maidan) in Kiev op 22 november 2004.

De Oranjerevolutie (Oekraïens: Помаранчева революція, Pomarantsjeva revoljoetsija) (soms ook wel Kastanjerevolutie genoemd) was een aaneensluiting van grootschalige protesten, demonstraties, stakingen en bezettingen tussen november 2004 en januari 2005 in Oekraïne. De revolutie brak uit nadat Viktor Janoekovytsj op omstreden wijze de presidentsverkiezingen had gewonnen en leidden uiteindelijk tot nieuwe verkiezingen, die gewonnen werden door oppositiekandidaat Viktor Joesjtsjenko. De term oranje refereert aan de kleur die de boventoon voerde in de campagne van Joesjtsjenko en bij de protesten.
Joesjtsjenko moest aanvankelijk bij de tweede ronde van de presidentsverkiezingen, op 21 november 2004, met een klein verschil het onderspit  delven tegen Janoekovytsj. Deze verkiezingen stonden vanaf het begin in een kwaad daglicht: de staatsmedia hadden gedurende de gehele campagne vrijwel uitsluitend aandacht besteed aan de campagne van Janoekovytsj, terwijl ook intimidatie, omkoping en grootschalige fraude met de uitgebrachte stemmen de uitslag ten gunste van de zittende macht hadden beïnvloed. De vijf grootste tv-zenders waren in handen van de schoonzoon van zittend president Leonid Koetsjma, de zeer rijke Viktor Pintsjoek en de chef van de presidentiële diensten Viktor Medvedtsjoek.
De economische situatie van het land was in de periode vanaf de jaren '90 zwaar verslechterd. Het bevolkingsaantal daalde van 52 naar 48 miljoen en het bnp van het land was in 1998 gedaald tot 40% van wat het was in 1990. In navolging van de omstreden Russische privatiseringen onder leiding van Anatoly Tsjoebais, waarbij een kleine groep zogenaamde bedrijfsoligarchen de bulk van alle overheidsbedrijven kreeg voor vaak een fractie van de werkelijke waarde, trad ook in Oekraïne een soortgelijk systeem in werking. Onder leiding van Koetsjma's adviseur Oleksandr Volkov werd het grootste deel van de overheidsbedrijven in de industrie en dienstensector tijdens veilingen verkocht aan bevriende ondernemers van Koetsjma. Op deze manier ontstonden bekende bedrijfsoligarchen als Boris Birshtein, Semion Mogilevitsj, Renat Achmetov en Volkov. Ook kwam een aantal bedrijven in handen van de Russische gasgigant Gazprom en van Anatoly Tsjoebais.
Een dag na de uitslag gaven de Oekraïners massaal gehoor aan een oproep van Joesjtsjenko zich niet bij de uitslag neer te leggen. Dit leidde tot een ernstige politieke crisis, die steeds meer het karakter kreeg van een volksopstand, waarbij ook steeds vaker werd gesproken over de mogelijkheid van een burgeroorlog of een splitsing van het land in twee helften, waarbij sommigen zelfs dreigden Oost-Oekraïne bij Rusland te willen voegen. Joesjtsjenko was niet erg geliefd in het oosten van het land, omdat hij als een van de belangrijkste personen werd gezien achter de IMF-hervormingen van 1994. Bij die hervormingen waren de prijzen van openbare goederen sterk gestegen (elektriciteit met 600%, openbaar vervoer met 900%), was de koopkracht met 75% gedaald en de import van westerse goederen omhooggeschoten (waartegen veel nationale particuliere en overheidsbedrijven niet konden produceren en daardoor failliet gingen). Grote delen van de niet rendabele industrie werden gesloten. Oost-Oekraïne is sterk gericht op de industrie en werd daardoor zwaar getroffen.
Het Oekraïense Hooggerechtshof oordeelde dat de tweede ronde opnieuw moest worden gehouden. Bij deze nieuwe verkiezingen, die eind december 2004 plaatsvonden, kwam Joesjtsjenko alsnog als winnaar uit de bus. Hij werd op 23 januari 2005 als president ingezworen. Janoekovytsj zou echter niet voorgoed van het toneel verdwijnen: hij won later de presidentsverkiezingen in 2010 en werd zo alsnog president, totdat hij in februari 2014 na de maandenlange Euromaidan-protesten en de Maidan-revolutie door de bevolking werd afgezet.

## Van dag tot dag

### 24 november
Op 24 november 2004 riep de kiesraad van Oekraïne Viktor Janoekovytsj officieel uit tot winnaar van de verkiezingen. Hij kreeg 49,61% van de stemmen, tegen 46,61% voor Viktor Joesjtsjenko. Joesjtsjenko erkende de uitslag echter niet. De Verenigde Staten en Canada verwierpen de officiële verkiezingsuitslag, en de Europese Unie drong aan op een hertelling van de stemmen. De voorzitter van de EU, Jan Peter Balkenende, maakte bekend dat Europa niet achter deze verkiezingsuitslag stond. De Russische president Poetin vond dat Europa en de VS zich niet moesten bemoeien met een interne aangelegenheid van Oekraïne.

### 25 november
Het onafhankelijke Oekraïense kiescomité CVU maakte op 25 november 2004 bekend dat er met zeker 2,8 miljoen kiesbiljetten zou zijn gefraudeerd. Volgens de plaatsvervangende voorzitter Koshel van de CVU was dit de grootste verkiezingsfraude ooit in zijn land. Er zouden minstens 85.000 functionarissen uit het hele land bij de fraude betrokken zijn.
De kandidaten vroegen om buitenlandse bemiddeling, waarbij door Joesjtsjenko de Poolse ex-president Lech Wałęsa naar Kiev werd gehaald. President Leonid Koetsjma wilde bemiddeling door de Poolse president Aleksander Kwaśniewski. President Valdas Adamkus van Litouwen werd ook benaderd, maar die paste voor de eer.
De Russische president Poetin riep tijdens de EU bijeenkomst op om de kwestie voor de rechter te brengen. Joesjtsjenko diende bij het Hooggerechtshof een klacht in tegen de kiescommissie.

### 26 november
Op 26 november reisden Europees buitenlandcoördinator Javier Solana, Kwaśniewski en Adamkus naar Oekraïne, de laatste twee op uitnodiging van Koetsjma. Solana had afspraken met zowel Janoekovytsj als Joesjtsjenko.
Rond het parlementsgebouw verzamelden zich duizenden aanhangers van Joesjtsjenko, die Janoekovytsj de toegang beletten. Tijdens een eerdere demonstratie had ook de politie van Kiev steun betuigd aan de oppositie. Eurovisiesongfestival winnares Roeslana Lyzjytsjko maakte bekend in hongerstaking te gaan totdat Joesjtsjenko als winnaar werd erkend.
Joesjtsjenko had in een gesprek met Janoekovytsj bedongen dat er nieuwe verkiezingen zouden worden gehouden op 12 december 2004, onder een nieuwe kiescommissie, en gecontroleerd door de Organisatie voor Veiligheid en Samenwerking in Europa (OVSE). Het onderzoek naar de vermeende fraude wees Janoekovytsj van de hand. Voor de derde keer brachten duizenden mensen de nacht door in het centrum van Kiev.

### 27 november
Het Oekraïense parlement verklaarde, bij monde van voorzitter Volodymyr Lytvyn, de uitslag van de verkiezingen als ongeldig. Dit werd bekendgemaakt na een spoedoverleg op initiatief van Lytvyn. Het parlement had overigens niet de macht om de uitslag wettelijk ongeldig te verklaren. Het Hooggerechtshof deed daar op 28 november 2014 uitspraak over. De stellingname van het parlement was wel een steun in de rug voor oppositie kandidaat Joesjtsjenko.
Intussen deden veel geruchten de ronde over afscheiding van Janoekovytsj-getrouwe regio's. Op 26 november riep het parlement van de oblast Loehansk een Zuidoost-Oekraïense Republiek uit. Ook de oblast Charkov verklaarde zich autonoom. Vertegenwoordigers van diverse andere oblasten en steden waren met bussen onderweg naar Donetsk en Loehansk, vermoedelijk om daar een plan te bedenken voor autonomie van het overwegend door Russisch-sprekende bevolkte oostelijke en zuidelijke gedeelte van Oekraïne.
Ook Rusland, dat in eerste instantie opriep de uitslag te respecteren, gaf aan voorstander te zijn van nieuwe verkiezingen.

### 29 november
Het hooggerechtshof maakte bekend enkele dagen nodig te hebben om tot een uitspraak te komen. President Koetsjma gaf te kennen dat nieuwe verkiezingen de enige uitweg uit de impasse zouden zijn. De oostelijke oblasten dreigden met afscheiding van de rest van Oekraïne.
Janoekovytsj verklaarde zich bereid om de nieuwe verkiezingen in de oostelijke oblasten te respecteren, mocht aangetoond kunnen worden dat er massaal was gefraudeerd. De huidige premier had in het oosten zijn grootste aanhang. Ook was er een regeringsverklaring uitgegeven, waarin Janoekovytsj zich richtte tot de Nederlandse voorzitter van de EU, Balkenende. In de verklaring verzocht Janoekovytsj om steun bij 'het bewegen van de oppositie tot reële onderhandelingen'. Het was nog niet eerder voorgekomen dat Janoekovytsj zich richtte tot het westen, tot dan toe had hij voornamelijk steun in Rusland gezocht en gevonden.

### 1 december
Het Oekraïense parlement, de Verchovna Rada, nam met 229 van de 450 stemmen een motie van wantrouwen aan tegen de regering van Viktor Janoekovytsj en gaf aan een nieuwe "regering van nationaal vertrouwen" te willen. Als interim-premier van deze regering werd gekeken naar parlementsvoorzitter Volodymyr Lytvyn. President Koetsjma had de mogelijkheid zijn veto over de beslissing uit te spreken, in welk geval het parlement de regering slechts met een tweederdemeerderheid alsnog naar huis kon sturen.
Janoekovytsj was intussen niet meer in het openbaar verschenen, volgens Koetsjma omdat hij "ziek" zou zijn. Wel had hij aangegeven, dat hij weigert zijn ontslag in te dienen.

### 2 december
Een ruime meerderheid van het Europees Parlement besloot, dat de verkiezingen in Oekraïne ongeldig moesten worden verklaard en bij voorkeur in december 2004 worden overgedaan. Ook uitte het parlement kritiek op bemoeienis van de Russische president Vladimir Poetin bij de verkiezingen in Oekraïne ten gunste van Janoekovytsj.
President Koetsjma vloog naar de Russische hoofdstad Moskou, waar hij een ontmoeting had met president Poetin. In een gezamenlijke verklaring gaven zij te kennen dat als de verkiezingen moesten worden overgedaan, er dan naast de tweede ronde ook de eerste ronde moest worden overgedaan. Ook gaf Koetsjma aan bereid te zijn het kabinet van Viktor Janoekovytsj te ontbinden, onder voorwaarde dat de macht van de president wordt ingeperkt ten gunste van die van het parlement, de Verchovna Rada.
Verschillende leden van de Oekraïense Centrale Kiescommissie hadden voor het Hooggerechtshof verklaard, dat er onrechtmatigheden hadden plaatsgevonden bij de tweede ronde van de presidentsverkiezingen. Volgens een van de getuigen waren er meer dan een miljoen stemmen vervalst.
Viktor Joesjtsjenko gaf aan, dat wanneer de autoriteiten geweld gebruikten, de oppositie met geweld zou antwoorden.

### 3 december
De Verchovna Rada had met een meerderheid van 257 van de 450 stemmen een motie aangenomen, waarin president Koetsjma werd gevraagd de Oekraïense troepen uit Irak terug te trekken. Zowel Joesjtsjenko als Janoekovytsj hadden hier tijdens hun campagne al op aangedrongen.
De Beierse premier Edmund Stoiber had in een interview met Die Welt gezegd, dat naar zijn mening Oekraïne meer voor toelating tot de Europese Unie in aanmerking kwam dan Turkije.
Het Hooggerechtshof erkende dat er onregelmatigheden hadden plaatsgevonden bij beide rondes van de presidentsverkiezingen en verklaarde de uitslag van de tweede ronde ongeldig. Ook bepaalde het hof dat de Centrale Kiescommissie onrechtmatig had gehandeld door Janoekovytsj tot president uit te roepen. Een nieuwe tweede ronde zou plaatsvinden vóór 26 december.

### 4 december
De Centrale Kiescommissie van Oekraïne legt zich neer bij de beslissing van het Hooggerechtshof en stelde 26 december vast als datum voor een nieuwe tweede ronde. De Verchovna Rada debatteerde over aanpassingen in de kieswet en de grondwet met het doel de rol van de president opnieuw te definiëren.
Ondertussen was de demonstratie op het Onafhankelijkheidsplein (Majdan Nezalezjnosti) nog niet ten einde. De demonstranten waren uitzinnig van vreugde en hadden de nacht feestend doorgebracht, maar zeiden het plein niet te zullen verlaten voordat de regering-Janoekovytsj was afgetreden en de leden van de Centrale Kiescommissie waren vervangen.
Circa 10.000 mensen demonstreerden in Odessa voor Viktor Janoekovytsj, die in hun ogen rechtmatig verkozen was tot president van Oekraïne. Onder de demonstranten was de burgemeester van Odessa, Roeslan Bodelan.

### 5 december
Oppositieleider Joesjtsjenko verklaarde dat hij met de dood werd bedreigd en dat zijn naaste familie ondergedoken zat buiten Kiev. Hij eiste, dat de Verchovna Rada vóór aanstaande woensdag een nieuwe kieswet aan zou nemen, die de nieuwe tweede ronde van 26 december eerlijker zou doen verlopen. Ook riep hij president Koetsjma opnieuw op om de regering van Viktor Janoekovytsj en de leden van de Centrale Kiescommissie naar huis te sturen.
De scheidende president Koetsjma was bereid de oppositie tegemoet te komen in ruil voor onschendbaarheid van hem en zijn familie na zijn aftreden. Hij was bereid de Centrale Kiescommissie te vervangen, maar niet om Janoekovytsj te ontslaan. Hij verklaarde het gebruik van geweld tegen demonstranten uit te sluiten, evenals het invoeren van de noodtoestand.
Voormalig vicepremier Joelia Tymosjenko, Joesjtsjenko's belangrijkste politieke bondgenote, zei dat zij graag premier zou willen worden onder Joesjtsjenko.

### 6 december
In het Mariinskipaleis in Kiev begon 's avonds de derde ronde van de Ronde tafel-onderhandelingen tussen vertegenwoordigers van de Oekraïense machthebbers, de oppositie en buitenlandse bemiddelaars. Daaraan namen deel: president Koetsjma, de presidentskandidaten Joesjtsjenko en Janoekovytsj, voorzitter Volodymyr Lytvyn van de Verchovna Rada, alsmede de presidenten van Polen en Litouwen, Aleksander Kwaśniewski en Valdas Adamkus, Eurocommissaris Javier Solana, voorzitter Boris Gryzlov van de Russische Doema en de secretaris-generaal van de OVSE, Jan Kubiš.
Joesjtsjenko hield vast aan zijn eisen met betrekking tot de veranderingen in de kieswet. Zo wilde hij stemmen buiten het eigen kiesdistrict en het thuis stemmen aan banden leggen, aangezien dit in de eerste twee rondes veelgebruikte methodes waren voor fraude. Hij weigerde ook akkoord te gaan met de wens van Koetsjma om de macht van de president sterk in te perken ten gunste van die van het parlement, waarin de aanhangers van Koetsjma en Janoekovytsj nog steeds talrijk zijn.

### 7 december
Aanvankelijk mislukten de onderhandelingen tussen regering en oppositie. In de loop van de dag kwam het echter toch tot een compromis. Leonid Koetsjma ging akkoord met de ontbinding van de Centrale Kiescommissie, die grootschalige fraude bij de tweede ronde van de presidentsverkiezingen op 21 november had toegelaten. In de nieuwe commissie wilde hij echter veertien leden van de oude commissie opnemen.
Premier Viktor Janoekovytsj weigerde opnieuw zijn ontslag in te dienen, omdat hij naar eigen zeggen had voldaan aan de door Eurocommissaris Javier Solana gestelde eisen met betrekking tot gelijke kansen in de verkiezingsstrijd. President Koetsjma stuurde hem per decreet met ziekteverlof en vertrouwde de leiding van de regering tijdelijk toe aan vicepremier Mykola Azarov.

### 8 december
Na enkele dagen intensief te hebben gedebatteerd, ging een ruime meerderheid van de Verchovna Rada akkoord met een wijziging van zowel de kieswet als de grondwet. De belangrijkste punten:
- vervanging van een aantal leden van de Centrale Kiescommissie;
- strictere regels met betrekking tot machtiging en thuis stemmen;
- verkleining van de macht van de president ten gunste van die van het parlement; voortaan mag de president alleen de premier en de ministers van buitenlandse zaken en defensie benoemen;
- grotere macht voor de regio's.

Het hervormingspakket werd aangenomen door 402 van de 450 leden van de Verchovna Rada en werd onmiddellijk daarna ondertekend door president Koetsjma. In essentie was het een compromis tussen de kampen van Joesjtsjenko en Janoekovytsj: eerstgenoemde zou nu vrijwel zeker tot president worden gekozen op 26 december, maar het kamp van Koetsjma en Janoekovytsj behield een deel van zijn invloed via het parlement en de regio's. De grondwetswijziging moest van kracht worden in september 2005.
Na Janoekovytsj reeds met verlof te hebben gestuurd, meldde Koetsjma nu ook het ontslag van procureur-generaal Hennadij Vasiljev, die alom bekendstond als een hardliner.
Op het Onafhankelijkheidsplein in Kiev riep Viktor Joesjtsjenko de overwinning uit van de Oranjerevolutie. De oppositie ging ermee akkoord om 19:00 lokale tijd de blokkade van regeringsgebouwen op te heffen.
Joesjtsjenko's Oostenrijkse artsen bevestigden, dat de ziekte die hij begin september opliep inderdaad het gevolg was van vergiftiging, maar trokken hun verklaring later weer in.

### 10 december
De scheidende premier Janoekovytsj riep oppositieleider Joesjtsjenko op tot een open debat. Tevens veroordeelde hij de inmiddels zeventien dagen durende protesten van de oppositie, waarvoor hij president Koetsjma en zijn ploeg verantwoordelijk hield.
Joesjtsjenko werd opnieuw opgenomen in het Weense ziekenhuis Rudolfinerhaus, waar hij eerder behandeld was voor zijn dioxinevergiftiging.

### 11 december
Joesjtsjenko's Weense artsen bevestigden dat er sprake was van dioxinevergiftiging. Het Oekraïense openbaar ministerie heropende het onderzoek naar de vergiftiging.

### 22 december
In een interview met Russische journalisten verklaarde Viktor Joesjtsjenko uit te sluiten, dat wanneer hij de verkiezingen van 26 december zou winnen, zijn tegenstrever Janoekovytsj een rol toebedeeld zou krijgen in de nieuwe regering.

### 24 december
Viktor Joesjtsjenko gaf aan hoe dan ook voor een verbetering van de betrekkingen met Rusland te zijn, dat hij als "de eeuwige strategische partner van Oekraïne" zag.

### 25 december
Het Oekraïense Constitutionele Hof verklaarde de aanpassing in de kieswet, waardoor alleen invaliden thuis zouden mogen stemmen, in strijd met de grondwet en dus ongeldig.

### 26 december

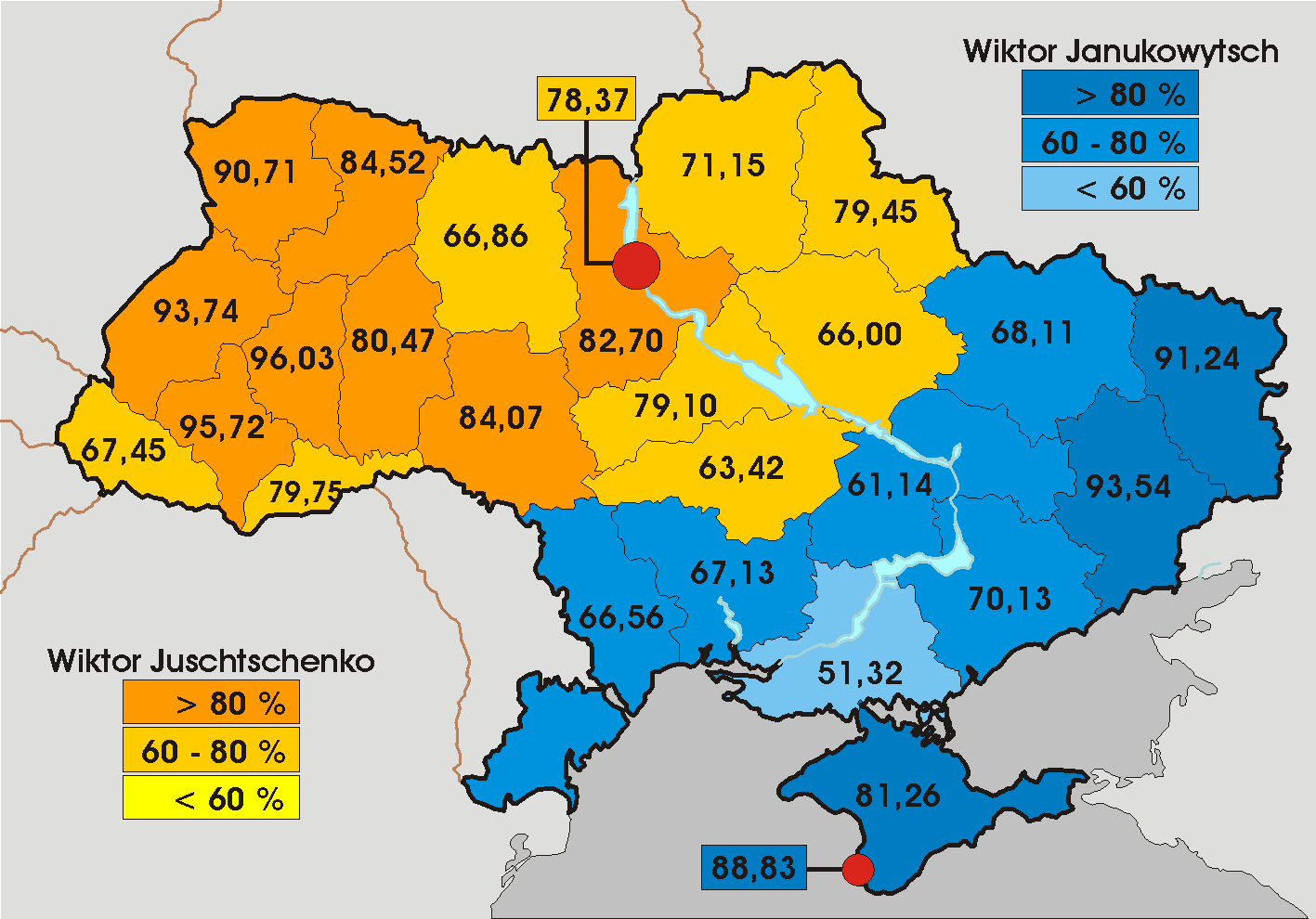
Verkiezingsuitslag, 26 december, 2004

Bij de derde ronde van de presidentsverkiezingen behaalde Viktor Joesjtsjenko een overtuigende overwinning op premier Viktor Janoekovytsj. Na het tellen van 99,90 % van de stemmen, stond Joesjtsjenko op 52,01 % en Janoekovytsj op 44,18 %. Volgens de 1370 waarnemers, uit 44 landen, voldeden de verkiezingen ditmaal redelijk aan de criteria van de OVSE.

### 27 december
Premier Janoekovytsj kondigde aan naar het Oekraïense Hooggerechtshof te stappen om zijn nederlaag aan te vechten. Hij beschuldigde zijn tegenstander Joesjtsjenko ervan de verkiezingen te hebben gewonnen door middel van fraude.
Heorhij Kyrpa, de Oekraïense minister van transport, werd dood aangetroffen in zijn vakantiehuis even buiten Kiev. Naast hem lag een vuurwapen. De politie sloot moord of zelfmoord niet uit; het Openbaar Ministerie zei over aanwijzingen te beschikken dat Kyrpa gedwongen kon zijn tot zelfmoord. Ambtenaren van Kyrpa's ministerie brachten de zaak in verband met financiële malversaties rondom de bouw van een nieuwe brug over de Dnjepr in Kiev. Anderen, waaronder de hervormingsgezinde parlementariër Mykola Tomenko, waren van mening dat Kyrpa uit de weg was geruimd. Kyrpa was een trouwe bondgenoot van president Koetsjma en premier Janoekovytsj, maar werd door sommigen ook gezien als een rivaal van de premier. Als minister faciliteerde hij de grootschalige fraude bij de presidentsverkiezingen door treinen ter beschikking te stellen, waarmee Janoekovytsj-aanhangers op verschillende plaatsen van het land konden stemmen; tijdens de Oranje Revolutie vervoerde hij mijnwerkers uit het Donetsbekken naar Kiev om de demonstranten te intimideren. Na een machtsovername door het democratische kamp had Kyrpa een belangrijke getuige kunnen zijn tegen vooraanstaande leden van het staatsapparaat.

### 30 december
Volgens Joesjtsjenko's medewerker Petro Porosjenko was de voormalige voorzitter van het Departement voor Staatsaangelegenheden, Ihor Bakaj, het land ontvlucht.
De Centrale Kiescommissie wees de door Janoekovytsj ingediende aanklacht wegens verkiezingsfraude van de hand.

### 31 december
Janoekovytsj maakte in zijn oudejaarstoespraak op de Oekraïense televisie bekend per direct af te treden als premier.

### 5 januari 2005
President Koetsjma nam het ontslag van premier Janoekovytsj aan. Laatstgenoemde werd opgevolgd door de eerste vicepremier, Mykola Azarov, die tussen 7 en 28 december 2014 ook al waarnemend premier was.